# Saccopharyngiformes
Pour les articles homonymes, voir Grangousier (homonymie).
Ordre
Les Saccopharyngiformes (du grec sakkos, en forme de sac, et pharuggos, gorge) communément appelés grands gosiers à cause de leur énorme gueule caractéristique, ou encore grand gousiers par analogie avec un personnage de Gargantua, sont un ordre de poissons abyssaux. Ils sont aussi appelés anguilles abyssales ou encore anguilles épineuses. Proches parents des anguilles, des congres, des murènes et des tarpons, ces poissons sont relativement peu connus du fait qu'ils vivent dans la pleine eau des zones sous-marines bathyale et abyssale.

## Description

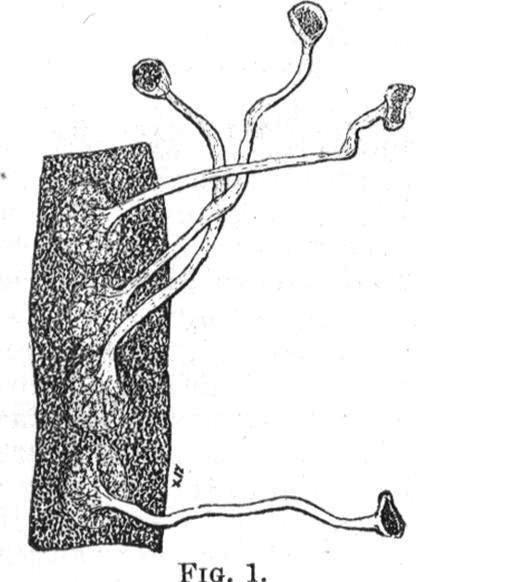
Dessin de 1884, montrant les pédoncules des organes de la ligne latérale d'un Eurypharynx pelecanoides.

Ces poissons de 40 cm à près de 2 m de long possèdent pour la plupart une très grande gueule dont ils se servent pour engloutir des proies plus grosses qu'eux, comme des poissons, des calmars, des copépodes, des organismes planctoniques divers et des crevettes de taille moyenne. Chez certaines espèces, l'estomac, relativement extensible, se dilate pour contenir de grands animaux. Eurypharynx pelecanoides, mais surtout les espèces de la famille des saccopharyngidæ, possèdent une longue queue en forme de fouet avec, sur le bout, un appareil bioluminescent complexe dont la fonction exacte n'est pas connue. On a longtemps pensé qu'il pourrait servir de leurre pour attirer les proies, mais on pense aujourd'hui que la longueur extrême de la queue gênerait l'efficacité d'un tel dispositif quant à une fonction de chasse. Il n'est d'ailleurs pas exclu qu'il serve d'appareil de communication inter-espèce ou d'attrait d'un partenaire de sexe opposé.
Leurs aspects externes et internes diffèrent des autres espèces du super ordre des Elopomorpha, ainsi que des autres poissons en général : absence de nombreux os et nageoires, ainsi que de la vessie natatoire, absence d'écailles, ligne latérale modifiée…

## Comportement
On en sait relativement peu sur le comportements de ces animaux ; les seuls individus trouvés ont été repêchés à plusieurs milliers de mètres de profondeur de manière accidentelle, et la plupart du temps agonisants.
Les larves sont leptocéphales ; on pense que ces animaux meurent après avoir frayé et que les alevins mènent une vie pélagique.

## Taxinomie
Cet ordre est divisé en deux sous-ordres, comprenant quatre familles :
- sous-ordre Cyematoidei :
  - famille Cyematidæ Regan, 1912
  - famille Monognathidæ Trewavas, 1937 (Souvent classé chez les Saccopharyngoidei, ce qui semble plus probable au niveau phylogénétique.)
- sous-ordre Saccopharyngoidei :
  - famille Saccopharyngidæ Bleeker, 1859
  - famille Eurypharyngidæ Gill, 1883

Dans le sous-ordre des Saccopharyngoidei une cinquième famille, les Neocyematidae, a été proposée.
Les cyematidés sont relativement petits et possèdent une bouche en forme de bec ressemblant à celui de l'orphie. Ils sont parfois classés chez les Anguilliformes.
Les monognathidés ont une gueule plus petite que les saccopharyngidés mais possèdent un estomac très extensible ; certains pensent que les espèces de cette famille sont en fait des formes juvéniles de la famille des saccopharyngidæ.
Les saccopharyngidés, les plus connus de cet ordre, possèdent une énorme gueule et un organe bioluminescent sur la queue.
Enfin, les eurypharyngidés ne comprennent qu'une seule espèce connue : Eurypharynx pelecanoides. Ce poisson n'a pas d'estomac élastique, mais possède une énorme paire de mâchoires, dont il se sert pour manger de nombreuses petites proies planctoniques. Il est noir et possède des nageoires bien visibles.

## Galerie

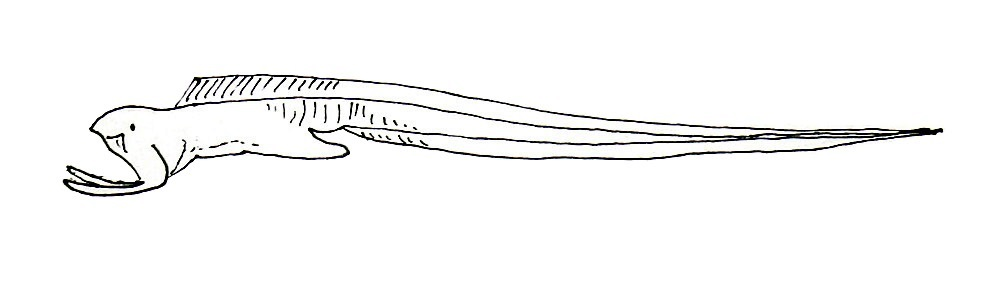
Monognathus sp.
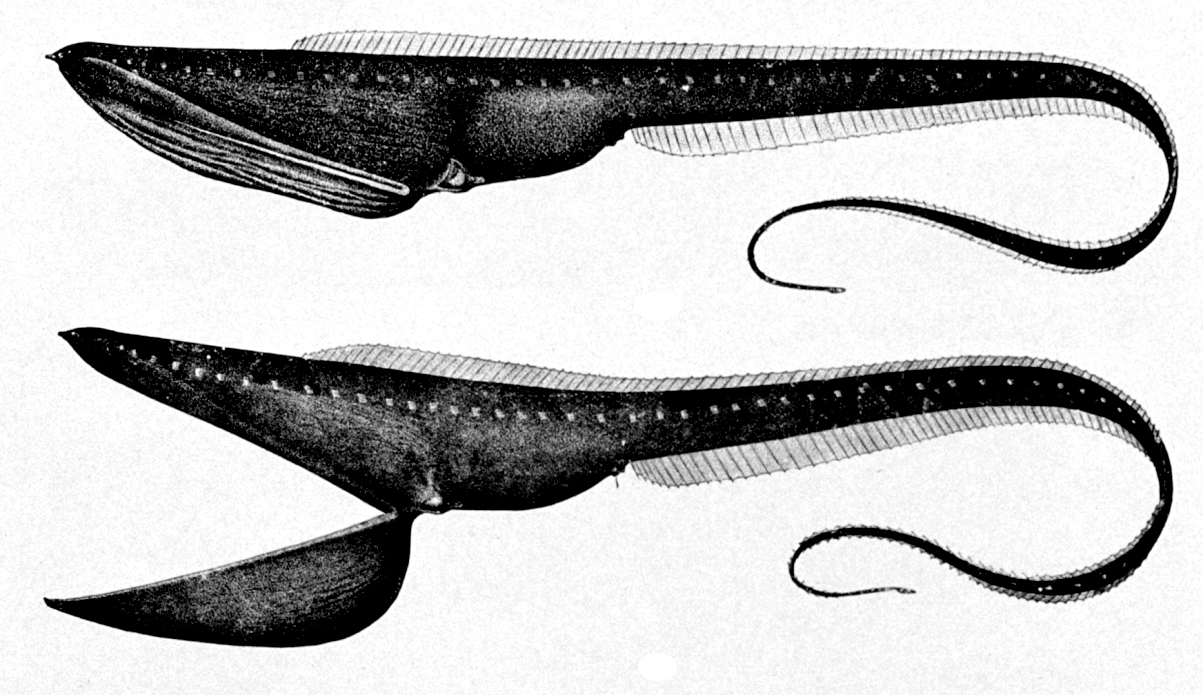
Dessin d'Eurypharynx pelecanoides, 1896.
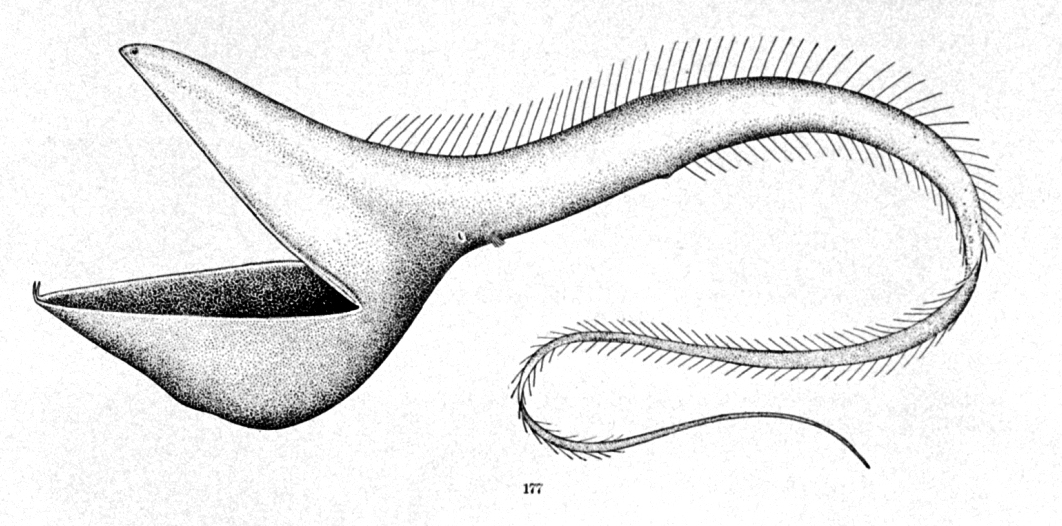
Idem. Même date.
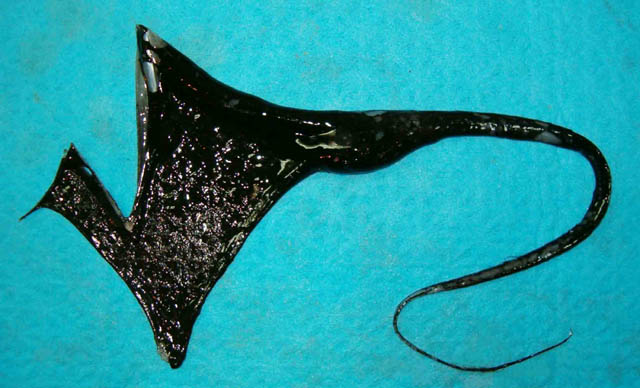
Spécimen repêché accidentellement d'Eurypharynx Pelecanoides en 2004, au large des eaux du Grand Bank, Terre-Neuve, Canada. Notez qu'ici le jabot est déplié.
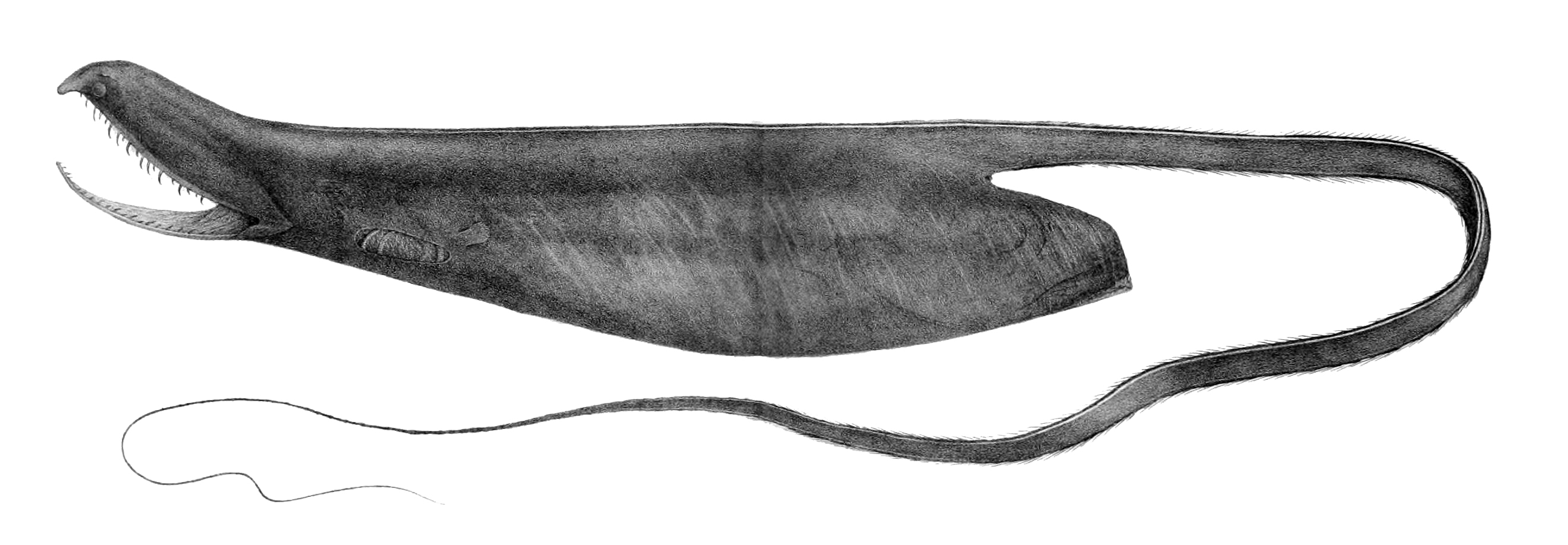
Gravure de 1887 d'un Saccopharynx ampullaceus.
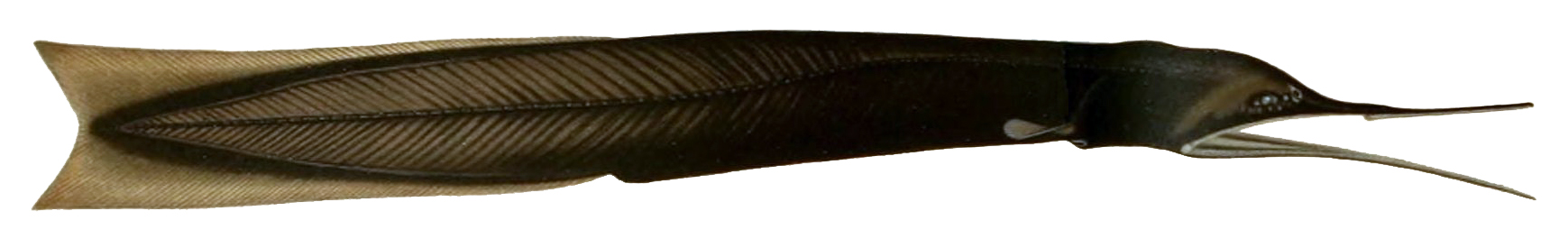
Cyema atrum.